# Футбольная федерация Македонии
Футбольная федерация Македонии(макед. Фудбалска Федерација на Македонија) — ассоциация, которая осуществляет контроль и управление футболом в Северной Македонии. Штаб-квартира расположена в Скопье. Основана в 1949 году, стала членом ФИФА и УЕФА в 1994 году. Ассоциация организовывает деятельность и осуществляет контроль над национальной сборной по футболу.
Под эгидой федерации проводятся такие соревнования: Чемпионат Северной Македонии по футболу и Кубок Северной Македонии по футболу.